# 호세 곤살레스 가노사
호세 곤살레스 가노사(스페인어: José González Ganoza, 1954년 7월 10일 ~ 1987년 12월 8일)는 페루의 전직 축구 선수로 선수 시절 포지션은 골키퍼였다.

## 클럽 경력
1969년부터 1973년까지 알리안사 리마 유스 팀에서 활동했으며 뛰어난 예측 능력, 선방 능력으로 인해 골키퍼로 데뷔하게 된다. 1974년부터 1987년까지 알리안사 리마 성인 팀에서 활동하던 동안에 통산 475경기에 출전했고 알리안사 리마의 페루 프리메라 디비시온 3회 우승에 기여했다.
1987년 12월 8일에 알리안사 리마 선수단이 푸카이파에서 열린 데포르티보 푸카이파와의 리그 원정 경기를 마치고 페루 해군 소속 포커 항공기를 타고 리마로 돌아오던 도중에 일어난 1987년 알리안사 리마 항공기 참사로 인해 사망했다. 그의 유해는 호르헤 차베스 국제공항에서 멀리 떨어진 태평양에서 발견되었다.

## 국가대표 경력
1975년부터 1987년까지 페루 축구 국가대표팀 선수로 활동하면서 20경기에 출전했으며 1975년 코파 아메리카, 1982년 FIFA 월드컵, 1987년 코파 아메리카에 참가한 페루 축구 국가대표팀 선수 명단에 이름을 올렸다.

## 수상
알리안사 리마
- 페루 프리메라 디비시온 3회 우승 (1975, 1977, 1978)